# Баркер, Джейн

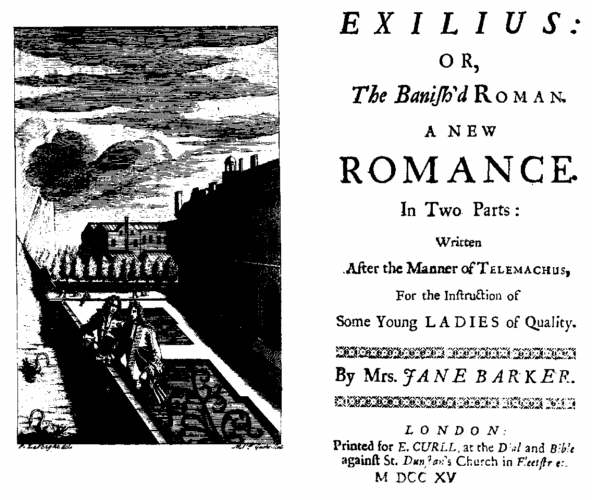
Титульный лист романа «Exilius» («Изгнанники») Джейн Баркер. 1715

Джейн Баркер (англ. Jane Barker; 1652, Нортгемптоншир — 1732) — английская поэтесса, писательница.

## Биография
Крещена 17 мая 1652 года в Англиканской церкви. По некоторым данным, её отец был секретарём хранителя Королевской печати Англии. В 1662 году семья переехала в Уилсторп в Линкольншире.
Получила начальное образование. Позже изучала латынь, анатомию и фитотерапию.
Между 1685 и 1688 годами во время правления короля Якова II обратилась в католическую веру.
После Славной революции 1688 года и прихода к власти Вильгельма III Оранского Лондон стал опасным местом для католиков, поэтому Баркер, будучи роялисткой и якобиткой, последовала за Яковом II в изгнание во Францию. Жила в Сен-Жермен-ан-Ле.
В 1704 году вернулась в Англию, где управляла поместьем, которое унаследовала после смерти родителей. В 1730 году участвовала в кампании за канонизацию Якова II.

## Творчество
Дебютировала в 1687—1688 годах.
Во время изгнания писала политизированные стихи, песни, оды и т. д. Позже занялась литературным творчеством, как прозаик.
Автор ряда романов, посвящённых женщинам, любви, отношениям с мужчинами и др.

## Избранные произведения
- Poetical Recreations (1688)
- A Collection of Poems Referring to the Times (1701)
- Love Intrigues';' or The Amours of Bosvil and Galesia (1713)
- Exilius; or The Banish’d Roman (1715)
- The Christian Pilgrimage (1718)
- A Patch-Work Screen for the Ladies (1723)
- The Lining of the Patch-Work Screen for the Ladies (1726)